# Mekanik Kommando
Mekanik Kommando waren eine New-Wave-Band aus Nijmegen, die 1980 von zwei Mitgliedern der Band Zelek gegründet wurde. Nachdem EMI eine dritte LP ablehnte, eröffneten sie ihr eigenes Label Roseburd Records. Die Band brachte bis 1988 insgesamt 6 Alben heraus.
Nach musikalischen Differenzen machte ein Teil der Mitglieder als Guler, dann als Ulanbator weiter, der andere Teil seit 1996 als The Use Of Ashes ihr eigenes Projekt, gefolgt von einem Soloprojekt von Peter van Vliet.

## Diskografie
- (No title), 7", Akzidenz Records, 1980
- It Would Be Quiet In The Woods If Only A Few Birds Sing, LP, Torso, 1981
- Dancing Elephants (1. Stop And Play, 2. Beauty Of Language, 3. Window, 4. A Swan In The Ocean, 5. Miss B), LP, Torso, 1982
- Snake Is Queen (1. Pain In Eden, 2. Attraction Of Light, 3. Passing Clouds, 4. Crow, 5. Entangled By Colours, 6. Door, 7. Thin Ice, 8. Snake Is Queen/Endless, 9. Conquer The World), Album, EMI Wereldrecord, 1983
- And Then The Wind Died Down, 2 cassettes, Rosebud Records, 1986
- The Castle Of Fair Welcome, LP, 1988
- The Castle of Fair Welcome, CD, Tone Float Records, 2005
- Shadow of a Rose, LP, Rosebud Records, 1986
- DO, cassette, Rosebud Records, 1986